# معبد آسکولاپیوس (رم)
معبد آسکولاپیوس (انگلیسی: Temple of Asclepius, Rome) معبد رومی باستان به اسقلبیوس، خدای پزشکی یونانی، در ایزولا تیبرینا در رم بود.